# 関根和行
関根 和行（せきね かずゆき、1943年(昭和18年)2月24日 ‐2020年（令和2年）4月2日 ）は、日本の近代文学研究者。専門は織田作之助

## 略歴
1943年（昭和18年）、東京都浅草区に生まれる。
1969年（昭和44年）、國學院大學文学部文学科を卒業。

## 主な著作
- 『増補・資料織田作之助』日本古書通信社
- 『資料織田作之助』オリジン出版センター
- 「「閑山」論」『坂口安吾研究講座Ⅰ』三弥井書店
- 「幻の本『初姿』と米国版『それでも私は行く』」「彷書月刊」第8巻第12号、弘隆社
- 「偽作『女体開眼』をめぐって」日本古書通信社
- 「「恋鷺」「ますらお」「雪燃え」」『円地文子事典』鼎書房